# Wilhelm Bartsch (Maler)
Wilhelm Bartsch (* 3. März 1871 in Kiel; † 30. Juni 1953 in Hannover) war ein deutscher Landschafts- und Marinemaler der Düsseldorfer Schule. Nach 1909 wurde er Teil der zweiten Generation der Künstlerkolonie Worpswede.

## Biografie
Bartsch sollte Kaufmann werden, begann aber 1895 – noch unter dem Eindruck des New Yorker Metropolitan Museums of Art – ein Kunststudium an der Kunstakademie Karlsruhe bei Robert Poetzelberger. Später besuchte er acht Jahre lang – drei davon als Meisterschüler – die Kunstakademie Düsseldorf, wo Peter Janssen d. Ä. und Eugen Dücker seine Lehrer waren. Von 1896 bis 1906 war er Mitglied des Künstlervereins Malkasten. In den Jahren 1897 bis 1905 suchte er regelmäßig Katwijk an der niederländischen Nordseeküste auf. Nach der Jahrhundertwende arbeitete er zunächst in Hamburg. Zwischen 1903 und 1907 stellte er wiederholt in der Kunsthalle zu Kiel aus. Seine Bilder waren charakterisiert durch eine gedämpfte Farbigkeit und einen weiten Blick über die Landschaft und das Meer.
1909/10 siedelte sich Bartsch in Worpswede an, wo er Teil der dortigen Künstlerkolonie Worpsweder wurde, eine eigene Atelierausstellung unterhielt und sich von Heinrich Vogeler in das Wohnhaus Bergstraße 9 bauen ließ. Bartsch unternahm zahlreiche Studienreisen nach Norwegen, Flandern, Spanien aber auch nach Frankreich und Italien. Werke von ihm sind im Niedersächsischen Landesmuseum Hannover, in der Kunsthalle Bremen und im Märkischen Museum Witten zu finden. Seine Bilder gehören dem unverfälschten Realismus an. Bartsch war von 1938 bis 1943, außer 1939, auf der Großen Deutschen Kunstausstellung in München mit insgesamt sechs Bildern vertreten.
Als Mensch war Bartsch zurückhaltend und trat öffentlich kaum in Erscheinung. Sein Grab befindet sich auf dem Worpsweder Friedhof.

## Ausstellungen
- 125 Jahre Künstlerkolonie Worpswede. Worpsweder Museumsverbund 2014.

## Werke (Auswahl)
- Farm auf Mallorca (Öl; von Hitler 1938 auf der Großen Deutschen Kunstausstellung für 1500 RM erworben)[9]

- Birken und Kiefern am Wegesrand; Öl auf Leinwand. 62,5 × 81 cm, signiert unten rechts W Bartsch[10]
- Fischmarkt am Strand bei Katwijk, Ölgemälde
- Frühlingslandschaft bei Worpswede, Öl auf Leinwand, 67,5 × 80 cm, signiert; W. Bartsch (Kunsthandel[11])
- Kartoffelernte bei Worpswede, Ölgemälde
- Meeresstrand, Öl auf Leinwand, 96,5 × 66,5 cm, Privatbesitz[12]
- Moorlandschaft, Ölgemälde[13]
- Am Lago Maggiore, Ölgemälde
- Bonerapark in Nervi, Ölgemälde, 1943 auf der Großen Deutsche Kunstausstellung gezeigt[14].
- Alte Worpsweder Bauernkate im Vorfrühling, Ölgemälde, 1943 in die Große Deutsche Kunstausstellung des Hauses der Deutschen Kunst, München, aufgenommen[15]